# Języki wschodniodardyjskie
Języki wschodniodardyjskie – grupa wschodnia języków dardyjskich (używanych na wschód od rzeki Kunar). Należy do niej 18 języków (liczniejsza grupa języków dardyjskich), używanych w krajach jak: Afganistan, Pakistan i Indie.

## Podział
- Języki Czitralu – khowar, kalasza
- Języki kaszmirskie – język kaszmirski
- Języki kohistani – bateri, chilisso, gowro, kalami, kalkoti, indus kohistani, tirahi, torwali, wotapuri-katarqalai
- Języki szina – brokskat, phalura, savi, szina, kohistani szina, uszojo